# Réserve intégrale Mountain Lakes
La réserve intégrale Mountain Lakes (anglais : Mountain Lakes Wilderness) est une aire sauvage de 93,4 km2 située dans l'Oregon au nord-ouest des États-Unis. Créée en 1964, elle s'étend dans la forêt nationale de Winema au sein de la chaine des Cascades.

## Description
La zone est recouverte de plusieurs volcans dont l'Aspen Butte (2 502 m d'altitude). Plus de vingt petits lacs sont présents tout comme des cirques glaciaires près des sommets des volcans.